# Iúlia Sàfina
Iúlia Sàfina   (Smirnovo, 1 de juliol de 1950) és una ex-jugadora d'handbol russa que va competir sota bandera soviètica durant les dècades de 1970 i 1980.
Safina s'inicià en l'esquí i l'atletisme i arribà a guanyar una medalla de bronze en els 800 metres a la Universiada de Roma de 1975. Amb tot, una greu lesió l'obligà a deixar l'atletisme i passar-se al handbol.
El 1980 va prendre part en els Jocs Olímpics de Moscou, on guanyà la medalla d'or en la competició d'handbol. En el seu palmarès també destaca una medalla d'or al Campionat del món d'handbol de 1982.